# Mary Baker Eddy
Mary Morse Baker, bedre kendt som Mary Baker Eddy (født 16. juli 1821, død 3. december 1910), grundlagde bevægelsen Christian Science i 1879.
Stefan Zweig skrev et psykologisk interessant essay om Mrs Eddys liv (se nedenfor).